# Villa Altoviti
Villa Altoviti era una villa di Roma che si trovava dove ora c'è il rione Prati, accanto a Castel Sant'Angelo.

## Storia
Gli Altoviti erano proprietari di una splendida villa suburbana costruita intorno al XVI secolo nella regione conosciuta come "Prati di Castello".

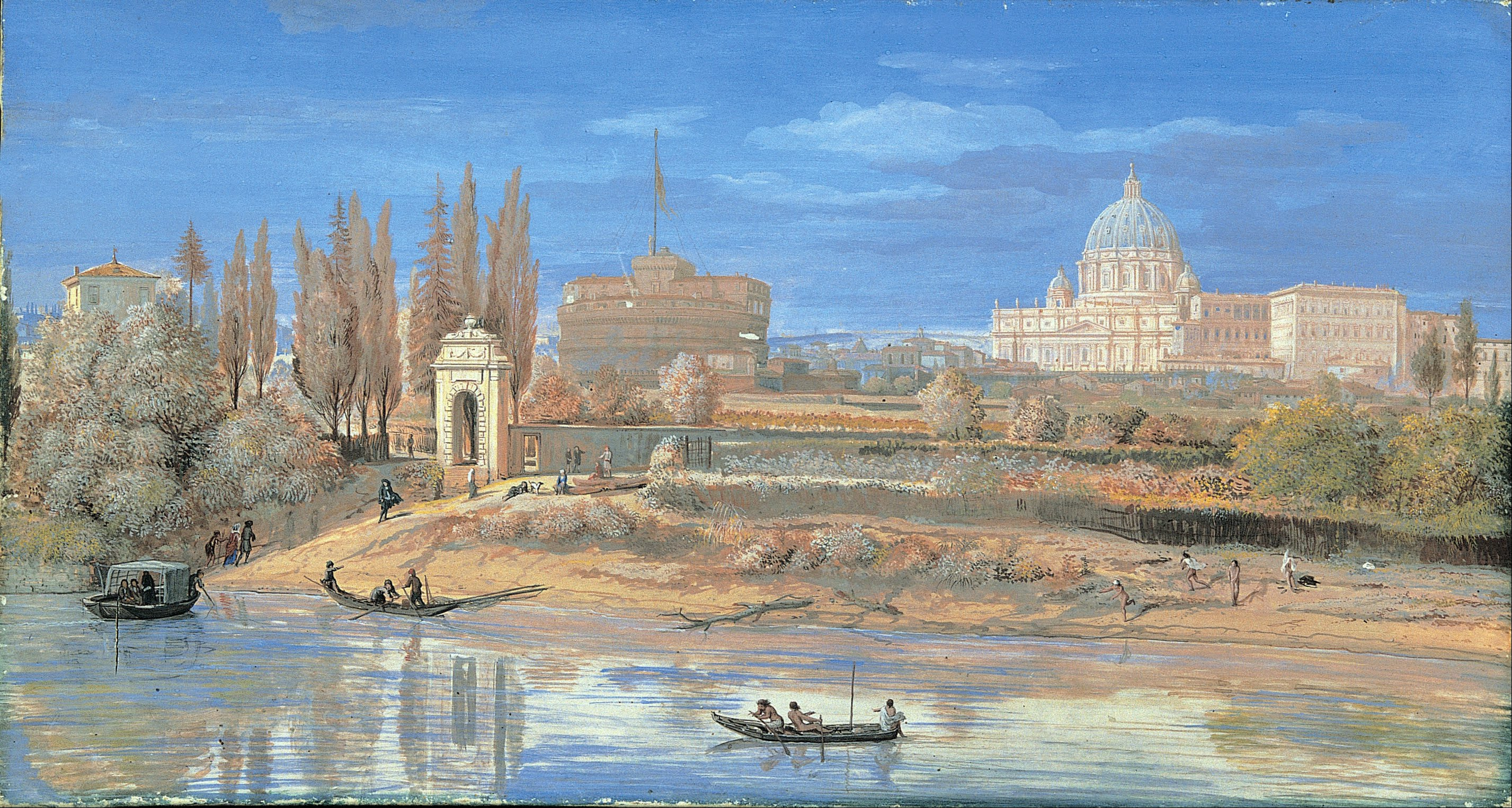
Quadro di Vanvitelli con il portale; sullo sfondo Castel Sant'Angelo e san Pietro.

Sulle sponde del Tevere c'era un portale dal quale, attraverso un viale, si raggiungeva il palazzo principale.
Dietro al portale c'era un giardino all'italiana ricchissimo di opere d'arte recuperate negli scavi di Villa Adriana, a Tivoli.
Il luogo era piuttosto famoso e venne riprodotto in diversi media all'epoca, come un quadro di Gaspare Vanvitelli e un dagherrotipo del 1841.
Caduta in progressivo declino nel XIX secolo, la villa fu demolita nel 1889 per consentire la costruzione dei muri di contenimento e di nuovi argini del Tevere e anche del nuovo rione Prati.